# ウォーク・ザ・スカイ
『ウォーク・ザ・スカイ』(Walk The Sky)は、ナパーム・レコードからアメリカ合衆国や日本で2019年10月18日に発売されたアルター・ブリッジのスタジオ・アルバムである。

## 収録曲
1. ワン・ライフ (One Life)
2. ウドゥントゥ・ユー・ラザー (Wouldn't You Rather)
3. イン・ザ・ディープ (In the Deep)
4. ゴッドスピード (Godspeed)
5. ネイティヴ・サン (Native Son)
6. テイク・ザ・クラウン (Take the Crown)
7. インドクトリネーション (Indoctrination)
8. ザ・ビター・エンド (The Bitter End)
9. ペイ・ノー・マインド (Pay No Mind)
10. フォーエヴァー・フォーリング (Forever Falling)
11. クリア・ホライズン (Clear Horizon)
12. ウォーキング・オン・ザ・スカイ (Walking on the Sky)
13. テアー・アス・アパート (Tear Us Apart)
14. ダイイング・ライト (Dying Light)

## メンバー
- マイルズ・ケネディ (ボーカル)
- マーク・トレモンティ (ギター)
- ブライアン・マーシャル (ベース)
- スコット・フィリップス (ドラムス)